# La Tempête (Chausson)
Pour les articles homonymes, voir La Tempête.
La Tempête, opus 18, est une musique de scène d'Ernest Chausson composée en 1888 pour des représentations de La Tempête de Shakespeare au Petit-Théâtre des Marionnettes à Paris. 

## Présentation
La Tempête est une musique de scène composée en 1888 pour accompagner la pièce homonyme de Shakespeare dans une traduction et adaptation de Maurice Bouchor pour le Petit-Théâtre des Marionnettes, avec des décors d'Henry Lerolle.
Le Petit-Théâtre, salle de 250 places située Galerie Vivienne à Paris, avait été fondé par le poète Henri Signoret en mai 1888, avant que Bouchor ne prenne la tête de l'institution. Le théâtre, actif jusqu'en 1894, était le lieu de représentations de grands textes avec des marionnettes et accompagnement de musique.
L'œuvre est créée le 1er décembre 1888.

## Structure
La partition de Chausson est constituée de douze numéros :
- Acte I :
  - Chant d'Ariel, « Sur le sable d'or...» puis « Ton père gît à cinq brasses profondes », pour ténor et ensemble instrumental comprenant un célesta, premier usage connu de l'instrument à l'orchestre[3],[4] ;
- Acte II :
  - Mélodrame, pour cordes en sourdine (Antonio : « C'est de vous que nous rions ») ;
  - Mélodrame (Antonio : « Dégainons ensemble ») ;
  - Chanson de Stéphano, « Trois mat'los, et puis moi l'canonier et l'patron de not' bateau », pour baryton a cappella, mélodie qui provenant d'un air folklorique anglais fourni à Chausson par Julien Tiersot ;
  - Chanson de Caliban, « C'est fini pour moi de scier les bûches », pour baryton a cappella ;
- Acte III :
  - Air pour flûte et tambourin ;
  - Air de danse, pour accompagner l'entrée de « formes étranges qui apportent une table servie, dansent alentour avec de gracieuses révérences, puis s'en vont après avoir invité le roi et ses compagnons à manger » ;
  - Intermède ;
- Acte IV :
  - Scène des déesses, en trois parties :
    - Mélodrame d'Iris (arrivée de Junon) ;
    - Duo de Junon et Cérès, « Honneurs, richesses, longue vie », pour soprano, mezzo et instruments ;
    - Danse rustique des nymphes et des moissonneurs, pour flûte solo, puis Intermède, pour l'ensemble ;

  - Solo de cor, pour accompagner les esprits qui sous la forme de chiens poursuivent Caliban, Stéphano et Trinculo ;
- Acte V :
  - Mélodrame (Prospéro : « À une profondeur que la sonde n'atteignit jamais »), pour ensemble instrumental ;
  - Chanson d'Ariel, « Avec l'abeille je butine », pour ténor a cappella.

## Discographie
- avec La Légende de sainte Cécile, Laurence Dale (Ariel), Raphaëlle Farman (Cérès), Marie-Ange Todorovitch (Junon), François Le Roux (Stéphano), Jean-Philippe Lafont (Caliban), Ensemble orchestral de Paris, Jean-Jacques Kantorow (dir.), Emi Classics, 1995[5],[6].